# 穆爾穹
穆爾穹（英語：Moore Dome）是南極洲的冰穹，位於瑪麗伯德地的沃爾格林海岸，處於熊號半島西北部，海拔高度700米，美國地質調查局根據測量和該國海軍的空中照片繪入地圖，現時由南極條約體系管理。